# Фанет
Фанет (др.-греч. Φάνης) — божество-демиург в орфической теокосмогонии (VI век до н. э.).

## Орфическая теогония
Фанет — мужеженское живое существо, родившееся из мирового яйца, его описывают четырёхглазым, с золотыми крыльями, головами быков по бокам, со змеем на голове и срамным удом на заду, рычащим, как лев и мычащим, как бык.
Его имя означает «являться» (φαντός). Его эпитеты — «Перворождённый» (Протогон, поэтому его называют «первородным сыном»), Эрикепей, а также Приап и Антавг. Именуется ключом ума и проливает обильный ливень. Кроме священной Ночи его никто не видел очами.
Фанет — первый царь богов, создавший золотой род людей и назначивший им места обитания. Он передает власть Солнцу и делает его стражем. Фанет творит три Ночи, в пещере лишает девственности среднюю дочь и передаёт ей царский скипетр. Кроме этого, Фанет породил Ехидну и Рею.
Позднее Зевс проглотил мощь Протогона и сотворил мир.
Также Фанет — эпитет Аполлона; а Фанет, Дионис, Евбулей и Антавг — эпитеты Солнца. Согласно поэме Нонна, рукой Фанета был изображён на «двойных досках Гармонии» бег годов и часов и все пророчества в мире; облик «перворождённого Фанета» принял Гермес, укрывая Диониса.

## В неоплатонизме
У Ямвлиха Фанет — демиург и парадигма, а Амелий усматривал парадигму в «первом Зевсе», создавшем Фанета-демиурга.
Согласно Проклу, Фанет — отец разделённого по родам, тогда как Зевс — отец разделённого по видам, и Фанету «присуще единичное и нерасторжимое знание обо всём разом». Фанет — первый из богов, получивший имя, ибо предшествующие ему божественные чины имеют лишь символические обозначения. Он испускает умопостигаемый свет.
По Дамаскию, Фанет относится к третьей орфической триаде и появляется в чине первой парадигмы умопостигаемых живых существ. Его царствование относится к располагающемуся в его чине, но он несопоставим с другими богами, и ему соответствует не космос, а парадигма космосов.